# Генрі Слоукам
Генрі Ворнер Слоукам (англ. Henry Warner Slocum, Jr.; 28 травня 1862 - 22 січня 1949) - був американським тенісистом кінця 19 століття. Він був сином Генрі Ворнера Слоукама - американського політика та генерала військ Півночі під час Громадянської війни.

## Біографія
Слоукам виграв титул на Чемпіонаті США у 1888 році, перемігши у фіналі співвітчизника та партнера за парними виступами Говарда Тейлора. Наступного року він успішно захистив титул, перемігши у Челендж-матчі Квінсі Шоу. Крім того, разом із Тейлором він виграв US Open у парному розряді у 1889.
1890 року Слоукам випустив книгу "Теніс у нашій країні". У 1892-1893 роках він був президентом Асоціації тенісу США.
Був включений до Міжнародної тенісної зали слави у 1955 році.

## Фінали турнірів Великого шолома

### Одиночний розряд

#### Перемоги
| Рік  | Турнір             | Суперник у фіналі | Рахунок у фіналі   |
| 1888 | U.S. Championships | Говард Тейлор     | 6–4, 6–1, 6–0      |
| 1889 | U.S. Championships | Квінсі Шоу        | 6–3, 6–1, 4–6, 6–2 |

#### Поразки
| Рік  | Турнір             | Суперник у фіналі | Рахунок у фіналі   |
| 1887 | U.S. Championships | Річард Сірс       | 1–6, 3–6, 2–6      |
| 1890 | U.S. Championships | Олівер Кемпбелл   | 2–6, 6–4, 3–6, 1–6 |

### Парний розряд

#### Перемоги
| Рік  | Турнір             | Партнер       | Суперник у фіналі             | Рахунок у фіналі |
| 1889 | U.S. Championships | Говард Тейлор | Валентин Холл Олівер Кемпбелл | 14–12, 10–8, 6–4 |

#### Поразки
| Рік  | Турнір             | Партнер       | Суперник у фіналі        | Рахунок у фіналі        |
| 1885 | U.S. Championships | Персі Напп    | Річард Сірс Джозеф Кларк | 6–3, 6–0, 6–2           |
| 1885 | U.S. Championships | Говард Тейлор | Річард Сірс Джеймс Двайт | 6–4, 3–6, 2–6, 6–3, 6–3 |